# 宮城県東松島高等学校
宮城県東松島高等学校（みやぎけんひがしまつしまこうとうがっこう）は、宮城県東松島市にある県立の高等学校で、宮城県で最初に開校した3部制・単位制高校である。

## 設置学科
3部制・完全単位制
- 普通科

### カリキュラム・日課
必履修科目が午前（I部）・午後（II部）・夜間（III部）にそれぞれ設定され、それによって3部に分かれているが、I部・II部は平均的に6-8時間の授業を受けていることから、全日制同様3年での卒業を目指すこととなる（定時制に区分されているのは、単に1校時から夜間の12校時まで授業展開しているため、他県に準じて行政が区分しているにすぎない）。選択科目は部に関係なく履修でき、夜間の生徒も昼間の選択科目を受講することで3年での卒業が可能となる。
完全な単位制高校であるため、履修科目が単位未認定になっても留年にならない。他校で修得した単位も認められる。ただし再履修は一度とされているため、必修科目を落とすことはプレッシャーとなる。休まず授業をうける意識がなくては厳しい高校といえる。
登校してのホームルームなどはない。連絡のための会はあるが、一般的なクラスとは異なる。担任は存在せず、「SA」がアドバイザーとしてグループをサポートする。大きな連絡等は、玄関と食堂の情報テレビで行い、登校や出席も生徒個人が持つIDカードを活用している。このシステムは単位制高校だけではなく、大学からの視察や問い合わせもあるほど、注目されている。
芸術科目を重視し、美術・音楽はIIIまで、書道はIIまで、更に特別講師を招いて工芸Iを開講している。また、石巻専修大学との授業提携もあり、大学の教師による授業も展開されている。これは、卒業単位として認められるほか、石巻専修大学に入学した場合にも単位として認められる。

更に特徴的な取り組みとして、自己表現能力の開発のために、プロの劇団員による夏期演劇授業が行われる。文部科学省の指定も受け3年目を迎えた。
完全単位制高校として設立され、学年という枠のない授業を展開している。また、中学校在籍時にさまざまな理由から不登校だった生徒の60%は改善され、小集団教育の実践校ともいえる。

### 地域との関わり
地域社会にもオープンな学校を目指し、社会人聴講生の受け入れや、県内在住の方への講座（みやぎ県民大学）を設定するなど施設の開放に努めている。

## 沿革
- 2005年 - 開校（これに伴い、宮城県矢本高等学校は生徒募集を停止し、2008年に閉校するまで校舎を共有した。）

## 最寄り駅
- JR東日本仙石線矢本駅より徒歩5分